# Білівська сільська рада (Чортківський район)
Білівська сільська́ ра́да — колишня адміністративно-територіальна одиниця та орган місцевого самоврядування в Чортківському районі Тернопільської області. Адміністративний центр — с. Біла.

## Загальні відомості
Білівська сільська рада утворена в 1939 році.
- Територія ради: 52,389 км²
- Населення ради: 3 897 осіб (станом на 2001 рік)
- Територією ради протікає річка Серет

## Населені пункти
Сільській раді підпорядковані населені пункти:
- с. Біла

## Історія
Перша сільська рада в Білій утворена у вересні 1939 року.
У квітні 1944 року сільська рада після німецької окупації відновила свою діяльність.
Документи за 1944—1946 роки були спалені.
24 грудня 2019 року увійшла до складу Чортківської міської громади.

## Географія
Білівська сільська рада межувала із:
- Чортківською міською радою
- Скородинською сільською радою
- Вигнанською сільською радою
- Білобожницькою сільською радою

## Склад ради
Рада складалася з 21 депутата та голови.

### Голови ради
| Прізвище, ім'я, по батькові | Основні відомості                                                 | Дата обрання | Дата звільнення |
| --------------------------- | ----------------------------------------------------------------- | ------------ | --------------- |
| Саган Ярослав Васильович    | Сільський голова                                                  | 1990         | 1994            |
| Саган Ярослав Васильович    | Сільський голова                                                  | 1994         | 1998            |
| Книш Іван Миколайович       | Сільський голова                                                  | 1998         | 2002            |
| Книш Іван Миколайович       | Сільський голова                                                  | 2002         | 2006            |
| Книш Іван Миколайович       | Сільський голова, 1950 року народження, безпартійний              | 26.03.2006   | 31.10.2010      |
| Шматько Володимир Петрович  | Сільський голова, 1986 року народження, освіта вища, безпартійний | 31.10.2010   | 25.10.2015      |
| Котуза Надія Іванівна       | Сільський голова, 1982 року народження, освіта вища, безпартійна  | 25.10.2015   | 24.12.2019      |

Примітка: таблиця складена за даними сайту Верховної Ради України та Архівного відділу Чортківської РДА

#### Секретарі ради
| Прізвище, ім'я, по батькові     | Основні відомості | Дата обрання | Дата звільнення |
| ------------------------------- | ----------------- | ------------ | --------------- |
| Савіцька Володимира Теодозіївна | Секретар          | 1990         | 1994            |
| Савіцька Володимира Теодозіївна | Секретар          | 1994         | 1998            |
| Савіцька Володимира Теодозіївна | Секретар          | 1998         | 2002            |
| Савіцька Володимира Теодозіївна | Секретар          | 2002         | 2006            |
| Савіцька Володимира Теодозіївна | Секретар          | 2006         | 2010            |
| Котуза Надія Іванівна           | Секретар          | 2010         | 2015            |
| Ставнича Галина Петрівна        | Секретар          | 2015         | 2019            |

Примітка: таблиця складена за даними Архівного відділу Чортківської РДА

### Депутати

#### VII скликання
За результатами місцевих виборів 2015 року депутатами ради стали:
1. Поліщук Людмила Миколаївна
2. Гевко Петро Іванович
3. Свирида Петро Павлович
4. Бендера Іван Тарасович
5. Божагора Богдан Петрович
6. Лотоцький Ігор Євстахович
7. Нагірна Оксана Орестівна
8. Романів Наталія Степанівна
9. Мандзій Богдан Мирославович
10. Демкович Володимир Андрійович
11. Боднар Роман Михайлович
12. Греськів Наталія Петрівна
13. Ставнича Галина Петрівна
14. Нісевич Олеся Стефанівна

#### VI скликання
За результатами місцевих виборів 2010 року депутатами ради стали:
1. Демкович Микола Іванович
2. Гевко Іван Петрович
3. Поліщук Людмила Миколаївна
4. Гевко Петро Іванович
5. Боднар Віра Петрівна
6. Бендера Іван Тарасович
7. Кізь Надія Петрівна
8. Буряк Ганна Степанівна
9. Скрипник Марія Петрівна
10. Лотоцький Ігор Євстахович
11. Грабчак Марія Володимирівна
12. Вівчарик Петро Дмитрович
13. Криса Віталій Володимирович
14. Байдужа Михайло Степанович
15. Параніч Степан Андрійович
16. Бабій Степан Миколайович
17. Боднар Степан Михайлович
18. Михалків Петро Михайлович
19. Котуза Надія Іванівна
20. Магега Зоряна Михайлівна
21. Криса Мирослава Мирославівна

#### V скликання
За результатами місцевих виборів 2006 року депутатами ради стали:
1. Гевко Іван Петрович
2. Лісова Ольга Григорівна
3. Запотічний Іван Петрович
4. Боднар Віра Петрівна
5. Бендера Іван Тарасович
6. Марущак Тарас Павлович
7. Яблонський Іван Васильович
8. Мельничук Віра Михайлівна
9. Пукало Наталія Миколаївна
10. Криса Андрій Петрович
11. Вівчарик Петро Дмитрович
12. Карпінська Світлана Ярославівна
13. Байдужа Михайло Григорович
14. Параніч Степан Андрійович
15. Савицька Володимира Теодозіївна
16. Мальований Євген Андрійович
17. Міхалків Петро Михайлович
18. Тарас Іван Степанович
19. Гевко Михайло Петрович
20. Ковальов Віталій Олександрович
21. Магега Любов Іванівна

#### IV скликання
За результатами місцевих виборів 2002 року депутатами ради стали:
1. Ваврик Михайло Степанович
2. Лісова Ольга Григорівна
3. Чижик Михайло Степанович
4. Боднар Віра Петрівна
5. Дерев′янко Людмила Дем′янівна
6. Божагора Михайло Степанович
7. Кулій Петро Павлович
8. Мельничук Віра Петрівна
9. Цукало Наталія Миколаївна
10. Криса Андрій Петрович
11. Демкович Степан Іванович
12. Хмелик Тарас Степанович
13. Байдужа Михайло Григорович
14. Параніч Степан Андрійович
15. Савіцька Володимира Теодозіївна
16. Заборний Михайло Володимирович
17. Міхалків Петро Михайлович
18. Демкович Микола Іванович
19. Гевко Михайло Петрович
20. Базишин Орест Михайлович

#### III скликання
За результатами місцевих виборів 1998 року депутатами ради стали:
1. Цюпак Мирослав Володимирович
2. Дегодь Михайло Григорович
3. Чижик Михайло Степанович
4. Мигас Михайло Богданович
5. Бендера Іван Тарасович
6. Цюпак Володимир Михайлович
7. Цюпак Іван Володимирович
8. Кульба Роман Михайлович
9. Пукало Наталія Миколаївна
10. Гевко Євген Михайлович
11. Хрищевський Петро Романович
12. Матвійчук Олександр Станіславович
13. Савіцька Володимира Теодозіївна
14. Кулій Степан Павлович
15. Гевко Галина Петрівна
16. Гевко Ольга Степанівна
17. Тимофій Ярослава Степанівна
18. Малиновський Степан Тадейович
19. Гевко Михайло Петрович
20. Огородник Михайло Андрійович
21. Пастернак Мирослав Степанович

#### II скликання
За результатами місцевих виборів 1994 року депутатами ради стали:
1. Цюпак Мирослав Володимирович
2. Черемшинська Луцина Марківна
3. Демкович Михайло Миколайович
4. Мигас Ганна Миколаївна
5. Гевко Степан Іванович
6. Цюпак Володимир Михайлович
7. Сусь Марія Михайлівна
8. Книш Іван Миколайович
9. Лотоцький Євген Євстахович
10. Смикалюк Василь Йосипович
11. Безпалко Петро Євстахович
12. Кулій Степан Павлович
13. Гевко Ольга Степанівна
14. Блащук Михайло Володимирович
15. Базишиг Михайло Васильович
16. Демкович Семен Миколайович
17. Гевко Михайло Петрович
18. Пелехата Ганна Миколаївна
19. Несторак Іван Михайлович

#### I скликання
За результатами місцевих виборів 1990 року депутатами ради стали:
1. Мороз Петро Володимирович
2. Тарас Ольга Михайлівна
3. Дегодь Михайло Григорович
4. Лопатинська Дарія Константинівна
5. Саган Ярослав Васильович
6. Корецький Андрій Степанович
7. Максимлюк Степан Михайлович
8. Кулій Петро Павлович
9. Цюпак Іван Володимирович
10. Саміла Петро Михайлович
11. Книш Іван Миколайович
12. Пастернак Марія Василівна
13. Кулій Орест Романович
14. Мандзій Мирослав Омельянович
15. Варчак Катерина Михайлівна
16. Савіцька Володимира Теодозіївна
17. Цимбаліста Ореста Ільківна
18. Гевко Ольга Степанівна
19. Маслянко Володимир Орестович
20. Псюк Петро Йосипович
21. Магега Любов Іванівна
22. Тимофій Ярослава Степанівна
23. Йосипів Марія Яківна
24. Гладун Михайло Степанович
25. Томашівська Марія Дмитрівна
26. Кулій Степан Павлович
27. Боднар Володимир Павлович
28. Скрипник Ірина Олексівна
29. Пастернак Григорій Тимофійович
30. Лотоцький Євген Євстахович

Примітка: За даними Архівного відділу Чортківської РДА

## Постійні комісії
- з питань планування, бюджету та фінансів (голова комісії — Вівчарик Петро Дмитрович)
- з питань земельних відносин та екології (голова комісії — Гевко Петро Іванович)
- з питань депутатської етики, законності та правопорядку (голова комісії — Поліщук Людмила Миколаївна)

## Видання
Білівська сільська рада від квітня 2013 року видає «Білівський часопис» накладом 1500 примірників.

## Сайт
Діє сайт Білівської сільської ради [Архівовано 25 листопада 2020 у Wayback Machine.], на якому розміщена офіційна інформація, рішення сесій, інформація про керівництво, депутатів сільської ради, години прийомів, контакти, поточні новини, інформація про інфраструктуру та інші матеріали про село.